# Szjatko
A Szjatko (erzául: Сятко, „Szikra”) erza nyelvű folyóirat, mely Szaranszkban jelenik meg havi kiadásban, erza nyelvvel és irodalommal, kultúrával, közélettel foglalkozik. A mordvin irodalom egyik fontos lapjának számít, mivel szinte minden jelentős mordvin író, költő művét megjelentették hasábjaikon. 1929 óta létezik. Külön rovatot szentel a finnugor népek irodalmának is, így például magyar írók, költők művei is megjelentek már benne. Példányszáma az 1990-es évek óta erősen csökken, 1990-ben 4000 példányban adták ki, 2017-ben már csak 503 példányban. 2018-ban hat oroszországi régióban lehetett rá előfizetni, Mordvinföldön kívül Moszkvában, a Moszkvai területen, az Orenburgi területen, a Szamarai területen és Baskíriában.